# Sängerhöhe

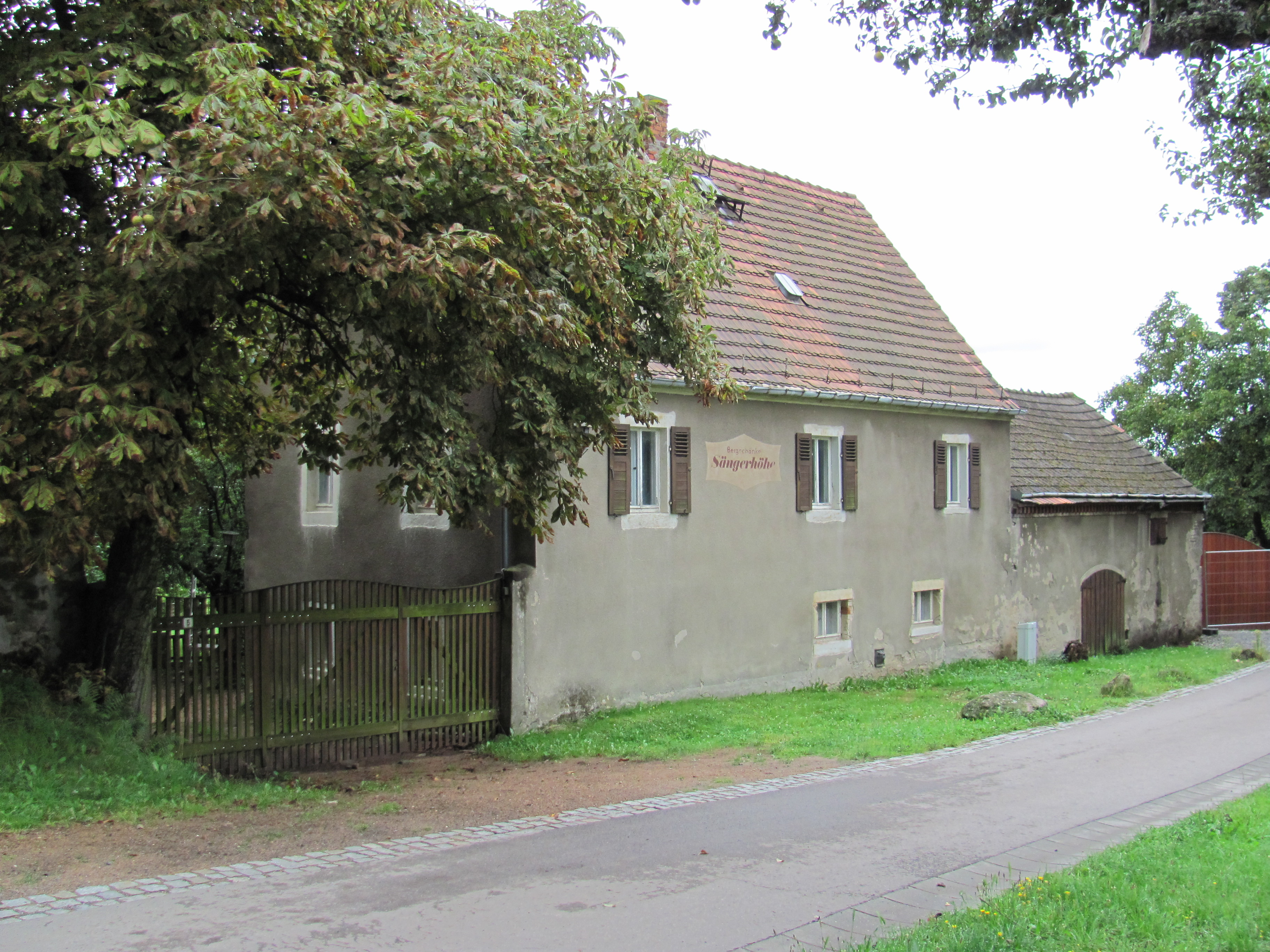
Sängerhöhe (2014)

Sängerhöhe (Postkarte, um 1900)

Eingang der Sängerhöhe (Postkarte, wohl nach 1908)

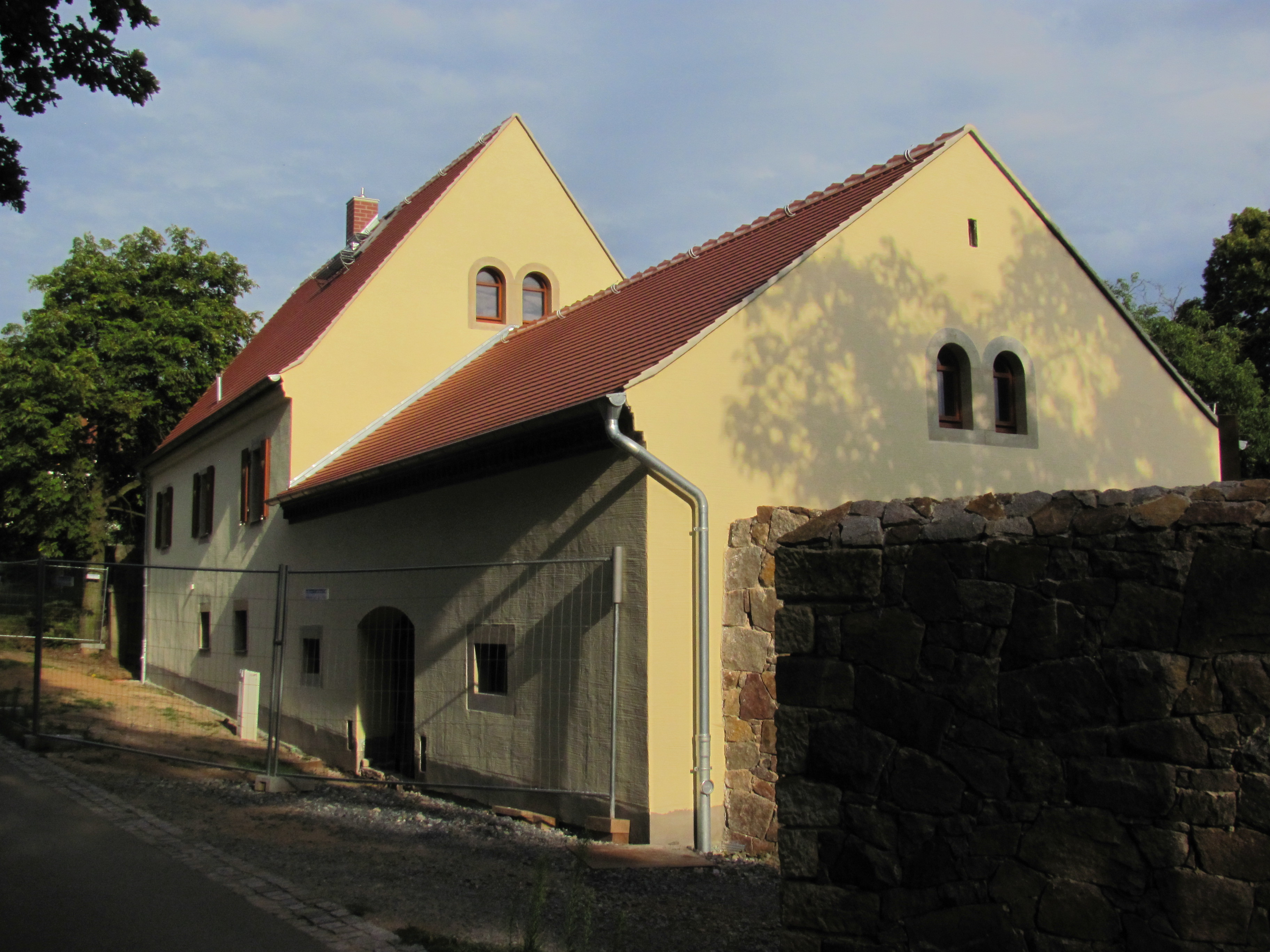
Sängerhöhe während der Sanierung (2015)

Das ehemalige Berggasthaus Sängerhöhe steht im Höhenweg 5 im Stadtteil Niederlößnitz der sächsischen Stadt Radebeul. Die Lage des Anwesens in den ehemaligen Welzigbergen, auf dem alten Eichstein, ist unmittelbar benachbart zum ehemaligen Berggasthaus Paradies. Das südlich des Höhenwegs gelegene Grundstück liegt im Denkmalschutzgebiet Historische Weinberglandschaft Radebeul, die im unteren Bereich nach Süden stark abfallende Grünfläche gehört außerdem zum Landschaftsschutzgebiet Lößnitz.

## Beschreibung
Das mitsamt Nebengebäude unter Denkmalschutz stehende ehemalige Gasthaus ist ein zweigeschossiges altes Weinberghaus. Der Putzbau steht traufständig zur Straße, die Fenster des Obergeschosses werden von Klappläden eingerahmt. Obenauf sitzt ein Satteldach mit einer Biberschwanz-Kronendeckung.
Westlich, also von der Straße aus rechts, schließt sich an der Straße ein eingeschossiges Nebengebäude ebenfalls mit ziegelgedecktem Satteldach an. Zur Straße findet sich eine segmentbogige Einfahrt mit einem hölzernen Tor.
Links des Haupthauses befindet sich die Eingangspforte zwischen zwei Sandsteinpfeilern.
Noch 2007, zur Abfassung der Radebeuler Denkmaltopografie, stand unterhalb der Straßenbauten, zu diesen um 80 Grad versetzt, ein langgestreckter, holzverkleideter Gastwirtschaftsbau mit einem Flachdach. Zum Garten hin, also oberhalb des Steilhangs, stand ein polygonaler Kopfbau mit einem Fensterband. Obenauf befand sich ein gebrochener Kupferhelm, ursprünglich ebenfalls mit Ziegeldeckung.

## Geschichte
Seit 1787 im Besitz des Dresdner Kaufmanns Gerber, errichtete dieser auf seinem Weinberg ein Weinberghaus für den Sommeraufenthalt; dieses entstand vor oder um 1800. 1831 gehörte das Anwesen J. Dav. Götze, dem K. Chst. Haase folgte. Als Bergschänke wurde das Weinberghaus 1878 mit einer Konzession für den Bierausschank eröffnet; diese konnte im Folgejahr auf den Branntweinausschank ausgedehnt werden. Da der Eigentümer selbst auch aktiver Sänger war, wurde seine Sängerhöhe im 19. Jahrhundert insbesondere auch von Gesangsvereinen besucht. Im April 1893 erhielt Ernst Heinrich Haase die Konzession für einen vollen Schankwirtschaftsbetrieb.
Der auf der alten Postkarte gezeigte Eingangsschmuck stammt wohl aus dem Jahr 1908, angebracht anlässlich des Sächsischen Elbgausängerfestes. Es handelt sich um den Text und die Noten des Sängerspruchs des Dresdner Männergesangskomponisten und Kreuzkantors Ernst Julius Otto. 1912 folgte Kurt Alfred Haase seinem Vater als Schankwirt. Seine Schankerlaubnis für Branntwein wurde 1913 auf zwei Gästezimmer im Seitengebäude erweitert.
Emil Zitzschmann aus Döbeln kaufte 1915 das Anwesen; er erhielt die Schankerlaubnis im April 1916. 1920 ging die Sängerhöhe an Karl Ryhsel (Carl Ryssel). Dieser ließ 1926 oder 1927/28 auf dem abfallenden Grundstück ein Gastwirtschaftsgebäude mit Kopfpavillon errichten; Bauausführender war das aus Lindenau stammende Bauunternehmen von Adolf Menzel.
Um 1925 malte der Künstler Paul Wilhelm die Lößnitz samt der Sängerhöhe.
Ryhsel verstarb im Oktober 1933. Als Ryssels Erben führte seine Witwe Thekla den Gastbetrieb bis 1942 weiter, dann folgte im Juni der Sohn Reinhold Ryssel. Dieser wurde jedoch zum Kriegsdienst eingezogen, sodass die Gaststätte bis 1945 geschlossen blieb.
Vom Juni bis September 1945, als der Eigentümer aus der Gefangenschaft zurückkehrte, pachteten Eugen Kugael und die ehemalige Schauspielerin Hanni Weisse das Lokal.
Am 1. Juni 1946 eröffnete Reinhold Ryssel die Sängerhöhe erneut und führte die Geschäfte bis zum 1. August 1976, als die Sängerhöhe wegen Krankheit und Alter des Schankwirtsehepaars geschlossen werden musste.
Heute dienen die Räumlichkeiten zu Wohnzwecken. Der hölzerne Gastwirtschaftsbau im Garten ist seit etwa 2012 abgängig.